# أمريش بوري
أمرِيش لال بُوري (بالهندية: अमरीश पुरी)، (بنجابي: ਅਮਰੀਸ਼ ਪੁਰੀ)، (أوردو: اَمریش پُری)،(بالإنجليزية: Amrish Lal Puri) من مواليد نوشيرا بالبنجاب في 22/6/1932 أخ للممثلان: شامان ومادان بوري الذي اشتهر بادوار الشر، نال دبلوم bm منكوليج شيملا، توجه إلى مومباي بنصيحة من اخيه مادان وفي جيبه اقل من 100 روبية ولم تقنع تجاربه الأولى المنتجين فاشتغل بوزارة العمل وتلقى دروسا في المسرح ساعده صوته القوي لتسجيل وصلات اشهارية بالراديو
في 1981 نال دور ديريودان في فيلم ×هوم بانش×واثار انتباه المخرجين ومثل أيضا في فلم ×رشما اور شيرا× ثم انطلق نحو النجومية العالمية بفيلم غاندي سنة 1982 لرتشارد اتنبورغ تم فيلم ×انديانا جونز× سنة 1983 بدور الكاهن الدموي مولا رام، وتميز بصوته الجهوري القوي وبإخراج عينيه مما يثير الرعب في نفوس المشاهدين وكان احسن مجسد لادوار الشر لكنه لعب ادوارا طيبة اشهرها دور الأب في فلم عودة العاشق المجنون لشاروخ حيث مثل دور اب كاجول. وقد تعرض مرة للصفع من امراة باحد الفنادق لكونها اعتبرته شريرا حقا.
تزوج من اورميلا ديفكار سنة 1957 له ابن اسمه راجيف وهو رجل أعمال وابنة اسمها نامراتا، نال مجموعة من الجوائز عن افلامه: فيراسات، شاتاك، ميري جونغ..., وتوفي بمستشفى هندوجا في 12/1/2005 اثر نزيف بالمخ واخر افلامه مومباي اكسبريس، سيرته الذاتية بعنوان: قانون الحياة، نشرت في 2006 وتعد وثيقة هامة عن السينما خلال عمله بها وقد ترك 400 فيلم
برحيل المع نجوم الشر: برمنات، اجيت،أمجد خان وامريش بوري، تكون بوليوود قد فقدت رجالا لن يجود «الشر» والزمن بمثلهم

## وصلات خارجية
- أمريش بوري على موقع IMDb (الإنجليزية)
- أمريش بوري على موقع ألو سيني (الفرنسية)
- أمريش بوري على موقع ميوزك برينز (الإنجليزية)
- أمريش بوري على موقع أول موفي (الإنجليزية)
- أمريش بوري على موقع قاعدة بيانات الأفلام السويدية (السويدية)
- أمريش بوري على موقع إن إن دي بي (الإنجليزية)
- أمريش بوري على موقع ديسكوغز (الإنجليزية)
- أمريش بوري على موقع قاعدة بيانات الفيلم (الإنجليزية)
- أمريش بوري على موقع كينوبويسك (الروسية)